# Sherlock Holmes y las Monstruosidades de Miskatonic
Sherlock Holmes y las Monstruosidades de Miskatonic es una novela de misterio de James Lovegrove. Es un pastiche de Sherlock Holmes que involucra a los Mitos de Cthulhu de HP Lovecraft. Es el segundo libro de la trilogía Cthulhu Casebooks; la primera novela, Sherlock Holmes y las Sombras de Shadwell, se publicó un año antes.

## Historia
15 años después de los eventos de las Sombras de Shadwell, Holmes y Watson son notificados de que un estadounidense está detenido en el Bethlem Royal Hospital y continuamente escribe las mismas tres frases en R'lyehian. La búsqueda de su identidad conduce a un biólogo estadounidense de la Universidad de Miskatonic en Nueva Inglaterra y a más experiencias con horrores sobrenaturales en Londres.

## Recepción
El periódico británico The Guardian dijo que "la caracterización, especialmente de Watson, es magnífica. Esta novela le encantará a los fanáticos de Doyle y Lovecraft por igual" y indicó que la novela "refleja hábilmente" las obras Estudio en escarlata y El valle del terror de Arthur Conan Doyle. Bob Byrne de Black Gate, menos entusiasmado con esta novela que con el libro anterior de la trilogía, dijo: "Un tercio de esta novela no tiene nada que ver con Holmes o Watson" y "Watson parece particularmente duro con Holmes en este libro." 